# Locant
Locanten worden in het chemische nomenclatuursysteem gebruikt om de exacte positie van atomen en/of bindingen in een molecuul te beschrijven.
Locanten worden bijvoorbeeld gebruikt om
- in een vertakt koolwaterstof de positie van de vertakking aan te geven
- de positie van een heteroatoom te benoemen
- de positie van dubbele of drievoudige bindingen te beschrijven

Voor verschillende deelgebieden in de chemische nomenclatuur worden verschillende soorten locanten gebruikt. Dit voorkomt verwarring, omdat de grenzen tussen de deelgebieden niet altijd scherp zijn en bovendien een aantal verbindingen tot meerdere deelgebieden gerekend kunnen worden waardoor meerdere locantsystemen in één verbinding gebruikt worden.

## Arabische cijfers

### Alifatische verbindingen
In de chemische nomenclatuur zijn Arabische cijfers de meest gebruikte locant. Zo is in ieder organisch molecuul aan elk koolstofatoom een nummer toegewezen waarbij de langste keten de stamverbinding vormt, kortere ketens worden als zijketen beschouwd. De stamverbinding wordt zo genummerd dat de locanten voor de zijketens zo klein mogelijk zijn.
De atomen in de zijketen worden ook genummerd, waarbij het atoom waarmee de koppeling met de hoofdketen gemaakt wordt altijd nummer 1 krijgt. In alkylgroepen krijgt de "yl"-plek (koolstofatoom met een niet gebruikte valentie) bij het toekennen van locanten nummer 1.

### Cyclische verbindingen
Chemische verbindingen die over ringen in het koolstofskelet beschikken worden ook met behulp van in Arabische cijfers geschreven locanten benoemd.
Meerkernige, of polycyclische, ringsystemen of stoffen waarin heteroatomen deel uitmaken van de ringstructuur worden vaak met behulp van (deels) triviale namen benoemd. Voor de stoffen met door de IUPAC geaccepteerde triviale namen is het nummeringssysteem volgens precieze regels vastgesteld.

## Latijnse hoofdletters, cursief geschreven
Cursief geschreven latijnse hoofdletters worden gebruikt om de in het molecuul aanwezige heteroatomen als locant te gebruiken. Eigenlijk gaat het dan om cursief geschreven elementsymbolen waardoor in de praktijk ook kleine letters soms voorkomen.
De verbinding N,2-dimethylaniline heeft twee methylgroepen gesubstitueerd aan het basissysteem van aniline. Door de locanten wijst deze naam eenduidig naar een verbinding waarin één methylgroep gekoppeld is aan de aminofunctie van aniline (aangegeven door de cursieve „N”) en de andere aan het koolstofatoom op de twee-positie (aangegeven met het Arabische cijfer 2).
Komen in één molecuul twee (of meer) gelijke heteroatomen voor, dan wordt het accent (of dubbelaccent) gebruikt om onderscheid tussen de twee atomen te maken. In de naam van N,N ′-dimethylureum wordt dit toegelicht. Is met behulp van de accenten geen eenduidige beschrijving van de verbinding mogelijk, dan worden in superscript achter het symbool geschreven locantcijfers gebruikt, zoals in N4,N4-dimethylcytidine, op deze manier is duidelijk aan welk heteroatoom een substituent gebonden is.
In het geval van de monothiofosforzure esters maken de cursief voor de systematische naam geplaatste elementsymbolen duidelijk aan welk atoom de verschillende alkylgroepen gebonden zijn. De regio-isomeren demeton-O (O,O-diethyl-O-(2-ethylthioethyl)thiofosfaat) en demeton-S (O,O-diethyl-S-(2-ethylthioethyl)thiofosfaat) zijn op deze wijze van eenduidige namen voorzien.
In de structuurformules en in de systematische namen hiernaast is nog een aantal voorbeelden verzameld. De locanten zijn zowel in de structuren als in de namen met rood aangegeven.

Hoewel de namen zoals in deze sectie beschreven redelijk eenduidig zijn, gebruikt de IUPAC toch bij voorkeur nummers, zoals uit de laatste officiële naamswijziging van N,N′-dimethylureum naar 1,3-dimethylureum blijkt. De achtergrond hiervan is duidelijk: bij een groter aantal stikstofatomen worden de accenten lastig te lezen en foutgevoelig.  

## Latijnse hoofdletters, normaal geschreven
Verbindingen waarvan het koolstofskelet afgeleid gedacht kan worden van steraan worden met de verzamelnaam steroïden aangeduid en met behulp van de steroïdennomenclatuur beschreven. Het ringsysteem kan systematisch als een cyclopentyl gesubstitueerd perhydrofenanthreen gezien worden. De ringen worden van elkaar onderscheiden door normaal geschreven, Latijnse hoofdletters, waarbij de drie zesringen met "A", "B" en "C" worden aangeduid, de aansluitende 5-ring met "D".

## Kleine Griekse letters
De relatieve afstand tussen functionele groepen werd in het verleden met behulp van kleine Griekse letters aangegeven. Het koolstofatoom dat zich direct naast de voornaamste functionele groep bevindt krijgt de aanduiding "α", de volgende "β", en zo verder. Het laatste koolstofatoom wordt, onafhankelijk van de afstand tot de functionele groep met "ω" aangeduid.
Tegenwoordig wordt deze manier van naamgeving als halfsystematisch beschouwd. Dat wil niet zeggen dat ze niet meer gebruikt wordt. Vooral in de biochemie zijn nog veel verbindingen die met behulp van dit systeem van een naam zijn voorzien. Deze namen hebben binnen de biochemie burgerrecht verworven en ze zijn met succes in de reclamewereld opgenomen zoals blijkt uit de tegenwoordige bekendheid van de ω-3 en ω-6 onverzadigde vetzuren.
Het acroniem "amfetamine" is een voorbeeld van dit type locant. De halfsystematische naam voor deze groep verbindingen is α-methylfenylethylamine; de "α" heeft betrekking op de directe nabijheid van de aminogroep in het molecuul. De aanduiding α-aminozuren voor de grote groep in eiwitten en peptides voorkomende eenheden is wijdverbreid. In γ-aminoboterzuur, bekend onder de uit het Engels afkomstige afkorting GABA (GammaAminoButeric Acid), geeft de "γ" de positie van de aminogroep ten opzichte van de carbonzuurgroep aan. Ook de ringgrootte van cyclische amides en esters, respectievelijk bekend als lactamen en lactonen, wordt met behulp van dit naamsysteem aangegeven.
Ook de relatieve positie van dubbele bindingen wordt vaak met de Griekse letters aangegeven, vooral als de groep verbindingen bedoeld wordt die dit structuurelement bezitten. Zo wordt cyclohex-2-enon als belangrijk voorbeeld van α,β-onverzadigd keton genoemd.

Amfetamine
γ-aminoboterzuur
γ-butyrolacton
Cyclohex-2-enon, een α,β-onverzadigd keton

## Locanten tussen blokhaken

### Spiroverbindingen
Spiroverbindingen worden gekenmerkt door minstens twee ringen, die slechts één koolstofatoom gemeenschappelijk hebben, het zogenaamde "spiroatoom". Bij monospiroverbindingen (maar 1 spiroatoom) wordt de systematische naam gevormd door achter het voorvoegsel spiro, tussen blokhaken, de ringgrootte te vermelden. Het spiroatoom wordt daarbij niet meegeteld. De twee getallen worden door een punt van elkaar gescheiden. Naar de bedenker van deze manier van noteren, Adolf von Baeyer, wordt de naamgeving aangeduid als Von-Baeyer-nomenclatuur en het geheel van locanten en blokhaken ook wel Von-Baeyer-descriptor genoemd.

Spiro[3.3]hepta-1,5-dieen met positielocanten
Spiro[3.3]hepta-1,5-dieen met de lengte (#) van de twee koolstofbruggen
Spiro[4.5]decaan
Spiro[3.5]nonaan
Spiro[4.4]nonatetraeen

Komen in één molecuul meerdere spiroatomen voor, dan wordt de descriptor "spiro" door het passende Griekse telwoord voorafgegaan (dispiro, trispiro, etc.). De Von-Baeyer-descriptor wordt nu opgebouwd door te beginnen in een ring met slechts 1 spiroatoom. Vervolgens wordt het molecuul rondgegaan en steeds het aantal atomen tot het volgende spiroatoom genoemd, tot de startring weer breikt is. De verschillende cijfers worden door punten van elkaar gescheiden.

Dispiro[2.1.5.2]dodecaan met de lengte (#) van de vier bruggen aangegeven

### Bicyclische en gebrugde koolwaterstoffen
Voor het benoemen van bicyclische systemen wordt het aantal atomen in de bruggen, zonder de bruggenhoofdatomen, direct na de descriptor "bicylclo" tussen blokhaken vermeld. De aantallen worden in aflopende volgorde genoteerd, tussen de getallen staan punten als scheidingsteken. Zo verwijst 1,8-diazabicyclo[5.4.0]undec-7-een (DBU) naar een molecuul waarin een brug van 5, een brug van 4 en een brug van 0 koolstofatomen beschikt, wat wil zeggen dat een 7-ring en een 6-ring voorkomen. De 0-brug geeft aan dat de twee bruggenhoofdatomen direct aan elkaar gekoppeld zijn.
Bij meer ringen in het molecuul moet de bruglengte en de plaats waar zij gekoppeld zijn aan de rest van het molecuul benoemd worden. De procedure is als volgt:
- Kies twee bruggenhoofdatomen zodanig dat de van die atomen uitgaande bruggen zoveel mogelijk (koolstof)atomen bevatten.
- Een van de bruggenhoofdatomen krijgt nummer "1", nummer door de grootste brug naar het tweede bruggenhoofdatoom, daarna door de op een na grootste brug terug naar het eerste koolstofatoom, nummer als laatste de atomen in de kortste brug. Als er meer mogelijkheden voor de nummering bestaan, wordt de nummering zo uitgevoerd dat de locanten in de volgende stap zo klein mogelijke getallen zijn.
- Van de overige bruggen in het systeem wordt de lengte aangegeven plus locanten om aan te geven waar de brug aan de rest van het molecuul gekoppeld is. Bruglengtes worden van elkaar gescheiden door punten, de locanten worden in superscript en door komma's van elkaar gescheiden na de bruglengte gemeld.

Zo luidt de systematische naam voor dicyclopentadieen tricyclo[5.2.1.02,6]deca-3,8-dieen. Het bestaat uit een bicyclisch systeem met bruggen van 5, 2 en 1 atomen, daarnaast is er nog een direct binding (bruglengte 0) tussen de atomen 2 en 6. Op dezelfde wijze is de naam van quadricyclaan, tetracyclo[2.2.1.02,6.03,5]heptaan, af te leiden.
|                                                                                                   | |                                                           |                                      |
| 1,8-Diazabicyclo[5.4.0]- undec-7-en Nummering van de atomen en de positie van de dubbele binding. | 1,8-Diazabicyclo[5.4.0]- undec-7-en Aantal (#) atomen in de drie bruggen van de bicycloverbinding. | Exo- en Endo-vorm van tricyclo[5.2.1.02,6]-deca-3,8-dieen | Tetracyclo[2.2.1.02,6.03,5]- heptaan |

### Polycyclische (aromatische) koolwaterstoffen
Voor de beschrijving van de koppelingsposities van polycyclische koolwaterstoffen, met name de polycyclische aromatische koolwaterstoffen wordt gebruikgemaakt van een Fusion Descriptor, zoals in bijvoorbeeld indeno[1,2,3-cd]pyreen. De koppelingsplaatsen worden gevormd door cijfers, die voor het ene molecuuldeel de plekken vastlegt, en cursieve, kleine Latijnse letters, die de aansluiting op het andere molecuuldeel vastleggen. Zijn de samenstellende molecuuldelen erg symmetrisch, dan vereenvoudigd de naamgeving aanzienlijk, zoals uit het geval van benzeen en pyreen blijkt in het samengevoegde molecuul benzo[a]pyreen.
|                |                        | |
| Benzo[a]pyreen | Indeno[1,2,3-cd]pyreen | Nummering van atomen en zijden in pyreen, het molucuul is gespiegeld ten opzichte van de tekening van benzo[a]pyreen. |